# بالدر

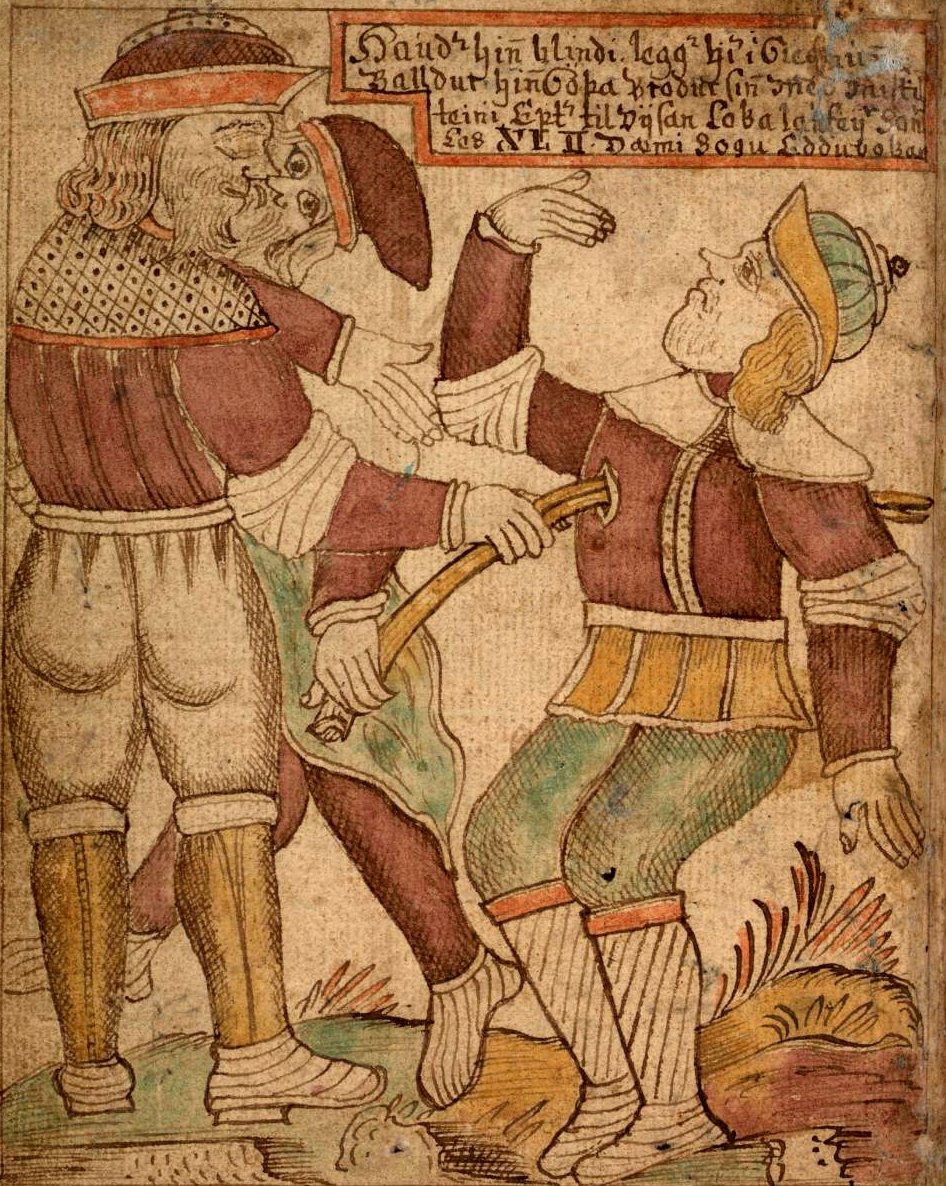
لوکی، هودر را هدایت می‌کند که بالدر را بکشد، طومار قرن هجدهمی از ایسلند

بالدر یا بالدور (به انگلیسی: Baldr, Balder, Baldur) رب‌النوع نور، لذت، پاکی، معصومیت و دوستی در اساطیر اسکاندیناوی است. پسر اودین و فریگ، هم در میان خدایان و هم در میان انسان‌ها محبوب بود، و انسان‌ها او را بهترین خدایان می‌دانستند. او بسیار زیبا، خردمند و خوش زبان بود، هر چند که قدرت کمی داشت.
همسر او نانا دختر نپ و فرزند آن‌ها نیز فورستی، رب‌النوع عدالت بود. تالار ویژهٔ بالدر در آسگارد بریندابلیک به معنی شکوهمند نام دارد.

## مرگ بالدر
بیشتر داستان‌های حول شخصیت بالدر، داستان مرگ او را بازگو می‌کنند: بالدر رویاهایی راجع به مرگ خودش می‌بیند و مادرش، فریگ، برای حفاظت از فرزندش در جهان دوره افتاده و از همه اشیا، موجودات و نیروهای طبیعت (از مارها، فلزات، بیماری‌ها، سموم و حتی آتش) سوگند گرفت که به پسرش آسیبی نرسانند. همه اینها سوگند یاد کردند که نوع آن‌ها هرگز به بالدر آسیب نرسانده و در آسیب زدن به او نقشی نیز نداشته باشند.
با تصور رویین تن شدن بالدر، خدایان از آن پس با قرار دادن بالدر به عنوان هدف تیرها و سلاح‌های خود به تفریح می‌پرداختند.
لوکی خبیث و حقه باز، به بالدر حسادت ورزید و در پی علت رویین تنی او ظاهر خود را تغییر داد و نزد فریگ رفت و علت را پرسید. هنگامی که فریگ پاسخ داد که تمام موجودات سوگند خورده‌اند که به بالدر آسیبی نرسانند، لوکی بداندیشانه پرسید:«همه چیز؟» و فریگ به او گفت که تنها یک بوته کوچک دارواش در غرب بود که به خاطر کوچکی، فریگ بی‌توجه از آن گذشته بود.
لوکی با عجله به سراغ دارواش رفت و آن را یافت و از آن تیری ساخت. سپس به محل ضیافت خدایان بازگشت و دید که هودر برادر دوقلوی بالدر که نابینا بود در گوشه‌ای از محفل نشسته است. به سراغ هودر رفت و از او پرسید که چرا در بازی شرکت نمی‌کند. هودر جواب داد که اولاً چون کور است و ثانیاً چیزی برای پرتاب به سمت بالدر ندارد. لوکی تیر را به هودر داد و از او خواست که با راهنمایی او در بازی شرکت کند. هودر دارت را با راهنمایی لوکی پرتاب کرد و دارت مستقیماً به قلب بالدر خورد و او بیجان بر زمین افتاد.
در حالی که خدایان مشغول عزاداری برای بالدر بودند، اودین فرزند دیگرش، هرمود دلاور را سوار بر سلیپنیر به سوی هل، الهه دنیای مردگان فرستاد تا به التماس از او بخواهد که بالدر را به دنیای زندگان بازگرداند. هل تقاضای خدایان را تحت یک شرط پذیرفت: هرآنچه که در دنیا وجود دارد، زنده یا مرده باید برای بالدر عزاداری و شیون نمایند. با توجه به محبوبیت بالدر کار ساده به نظر می‌رسید و همه در جهان با کمال میل برای او گریستند. همه جز یک تن که گریه تمام جهان را بی اثر نمود: لوکی خود را به صورت ماده غولی درآورد و از گریه کردن برای بالدر سرباز زد و لذا بالدر در دنیای مردگان باقی‌ماند.
خدایان جنازه خدای مرده را لباس سراسر قرمز پوشاندند و او را بر روی تل هیزم مرده سوزی بر عرشه کشتی خودش، رینگهورن قرار دادند. در کنار او همسرش، نانا آرمید که پس از مرگ بالدر از شدت اندوه قلبش شکست و او نیز در پس همسرش مرد. اسب بالدر و گنجینه‌هایش نیز در کنار او قرار گرفتند و پس از آتش زدن تل هیزم، کشتی توسط ماده غولی به نام هیروکین به دریا فرستاده شد.
لوکی نتوانست از انتقام خدایان بگریزد و هودر نیز توسط والی، پسر اودین و ریند کشته شد. والی دقیقاً به همین هدف و برای گرفتن انتقام بالدر زاده شده بود.

## بالدر در راگناروگ
گفته شده که پس از نبرد روز راگناروک، هم بالدر و هم هودر دوباره زاده شده و به اداره جهانی که از خاکستر جهان برمی‌خیزد می‌پردازند.